# Dan Clucas
Dan Clucas (* 1966 in Anaheim, Kalifornien) ist ein US-amerikanischer Musiker (Kornett, Trompete, Komposition, auch Flöte, Geige (2012)) im Bereich des Free Jazz und der Neuen Improvisationsmusik.

## Leben
Clucas begann mit fünf Jahren Trompete zu spielen; bald darauf entdeckte er die Musik von Dizzy Gillespie, dem später die Beschäftigung mit Musikern wie Louis Armstrong, Duke Ellington, Ornette Coleman und Sun Ra folgte. Unterricht hatte er bei Bobby Bradford und Wadada Leo Smith. Ab den 2000er-Jahren arbeitete er im Raum Los Angeles in verschiedenen Projekten mit Musikern wie Vinny Golia, Jeb Bishop, Steuart Liebig, Alex Cline, Peter Kuhn, Joe Baiza, Michael Vlatkovich, Harris Eisenstadt und Scotz Walton. Unter eigenem Namen legte er 2005 das Album Immediately/Exile (pfmentum) vor, das er mit Brian Walsh, Noah Philips, Michael Ibarra und Rich West eingespielt hatte. Mit einer dreisaitigen Geige nahm er die EP Who Moved the Mountain auf. Dan Clucas spielte 2019 in The Lost Iguana Ensemble Northwest, mit Tom Varner, Heather Bentley, Matt Crane und Chris Icasiano.

## Diskographische Hinweise
- Klook-Kwartet: Live at Mr. T's Bowl (2011), mit Vince Meghrouni, Dave Culwell, Brian Christopherson
- Dan Clucas's Lost Iguana Ensemble: Do You Know the Ways (2012)
- Boxing with a Mouse: For the Artist Llyn Foulkes (2013), solo
- Dan Clucas / Vinny Golia / Steuart Liebig / Alex Cline: Boojum Quartet (2019)
- After Upingos (2020), mit Christopher Garcia, Breana Gilcher, Nathan Hubbard, Kyle Motl, Brian Walsh
- Dan Clucas / Jeb Bishop / Damon Smith / Matt Crane: Universal or Directional (2020)
- Dan Clucas / Kyle Motl / Nathan Hubbard: Daydream and Halting (2022)
- Adhere (2023) solo
- Fats and Peeter Get Paid (2023) solo
- Borne on a Train (2023) solo
- Songs from the Ghost Warehouse (2024), solo
- Well (2024) solo